# Patrick Beverloo

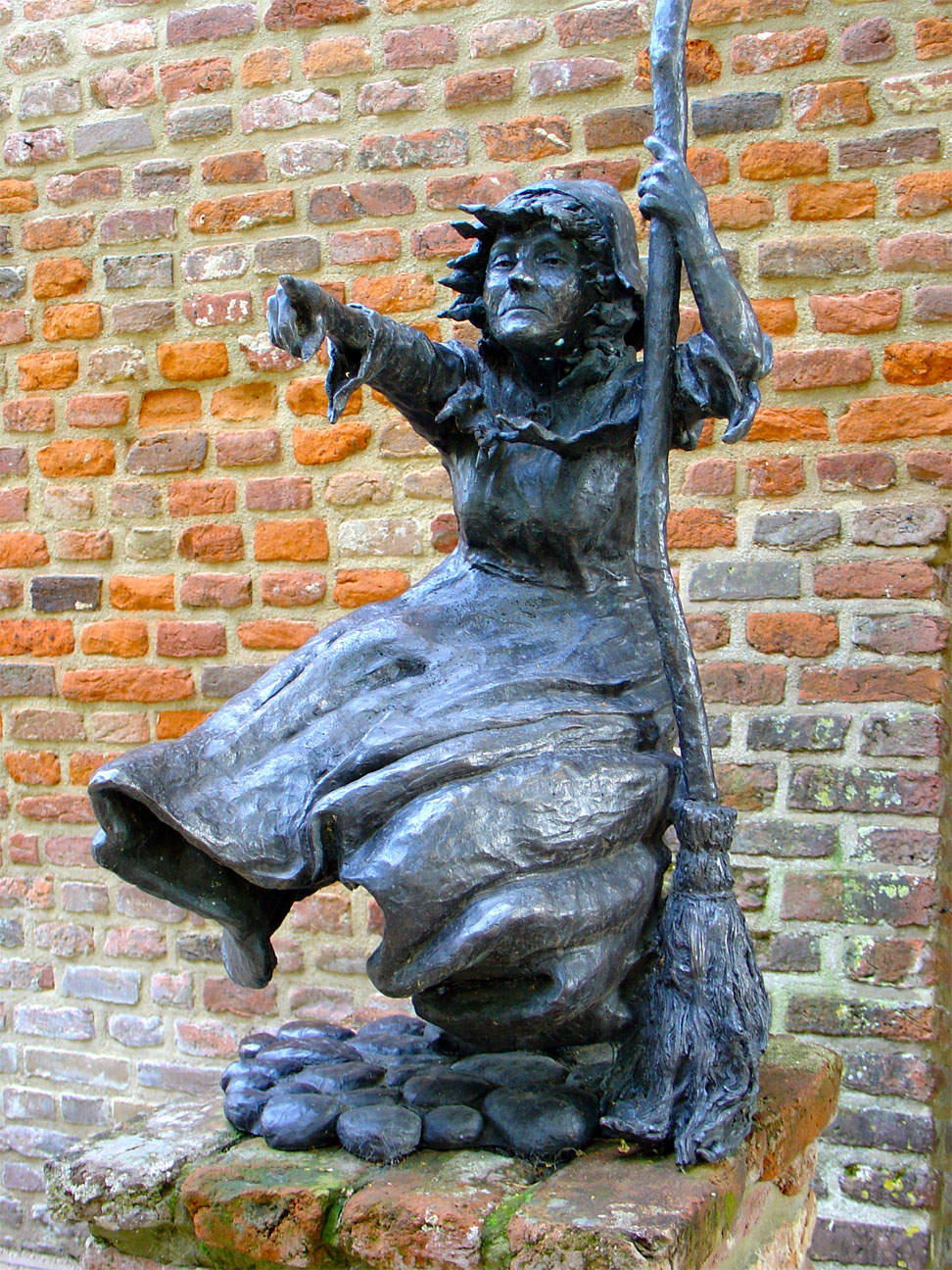
Mechteld ten Ham (2004)

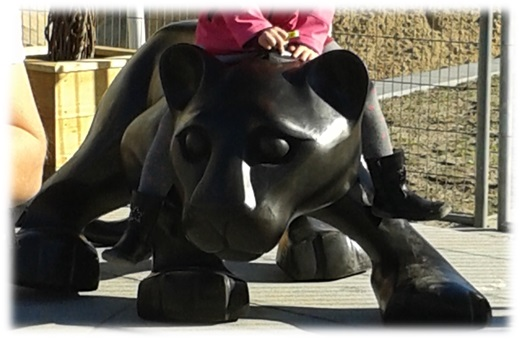
Bergha (2014)

Patrick Johannes Lambertus Beverloo ('s-Heerenberg, 19 juli 1967) is een Nederlands graficus en beeldhouwer.

## Leven en werk
Beverloo volgde een opleiding aan grafische scholen in Arnhem (LTS) en Utrecht (MTS) en vervolgens diverse kunst- en reclameopleidingen. Hij werd werknemer in de reclamebranche en zette in 1996 een eigen onderneming op.
Beverloo is daarnaast actief als zelfstandig beeldend kunstenaar. Hij maakte diverse beelden voor de openbare ruimte, waaronder rotondekunst voor 's-Heerenberg en een tweeënhalve meter hoog beeld van de heilige Christoffel voor het Duitse Emmerik. Hij maakt daarnaast erotische kunst, waaronder sterk vergrote zaadcellen en eikels.

## Werken
- Mechteld ten Ham (2004), 's-Heerenberg[3]
- Christoffelstele (2006) aan de Rheinpromenade te Emmerik
- Witch, 's-Heerenberg
- Lisdodden, 's-Heerenberg
- Kruis, begraafplaats Stokkum
- Bronzen beeld Bergha (2014), 's-Heerenberg
- "Rotonde heks" (2014), 's-Heerenberg
- Waskuupleeuw (2015), 's-Heerenberg
- Skyline Bergh rotonde (2018), 's-Heerenberg
- Son en Breugel, rotonde skyline (2020)